# Zona de desarrollo próximo

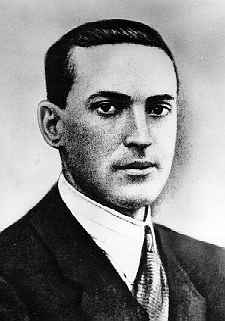
Lev Vygotski (1896-1934).

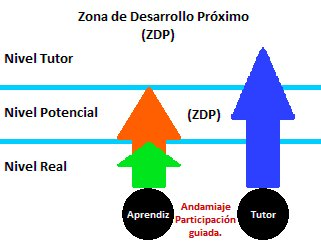
Diagrama que explica la Zona de Desarrollo Proximal

El concepto de zona de desarrollo proximal, introducido por Lev Vygotski desde 1931, es la distancia entre el nivel de desarrollo efectivo del alumno (aquello que es capaz de hacer por sí solo) y el nivel de desarrollo potencial (aquello que sería capaz de hacer con la ayuda de un adulto o un compañero más capaz). Este concepto sirve para delimitar el margen de incidencia de la acción educativa. La zona de desarrollo próximo se genera en la interacción entre la persona que ya domina el conocimiento o la habilidad y aquella que está en proceso de adquisición. Es por tanto una evidencia del carácter social del aprendizaje.

## ZDP en la interacción estudiantes/estudiantes
Para potenciar la creación de ZDP, mediante la interacción entre los estudiantes, es preciso planificar, de manera muy cuidadosa y precisa, estas interacciones. El aprendizaje cooperativo permite una relación positiva entre los estudiantes. Esta relación positiva ocurre cuando trabajan juntos, coordinan esfuerzos, obtienen mejores resultados y completan una tarea de manera más exitosa.